# Кігурадзе Іван Таріелович
Іван Таріелович Кігурадзе (груз. ივანე კიღურაძე; 12 січня 1937, село Хідіставі Чохатаурський район, Грузинська РСР, СРСР) — грузинський математик. Доктор фізико-математичних наук, професор, Академія НАН Грузії, Почесний академік АН вищої школи України з 2017 року за відділенням математики.

## Життєпис
Народився 12 січня 1937 року в селі Хідіставі Чохатаурського району Грузії. Закінчив механіко-математичний факультет Тбіліського державного університету в 1960 році за спеціальністю «математика». 1960—1963 — аспірант кафедри диференціальних та інтегральних рівнянь Тбіліського державного університету. У 1963 році захистив кандидатську дисертацію за темою «Асимтотичні розв'язки нелінійних звичайних диференціальних рівнянь вищих порядків». У 1972 році здобув науковий ступінь доктора наук, захистивши докторську дисертацію за темою «Деякі сингулярні крайові задачі для звичайних диференціальних рівнянь». У 1963—1966 роках працював асистентом і старшим викладачем кафедри диференціальних та інтегральних рівнянь Тбіліського державного університету; у 1966—1973 — старшим науковим співробітником Інституту прикладної математики і доцентом кафедри диференціальних та інтегральних рівнянь Тбіліського державного університету; у 1973—1989 — завідувачем відділу звичайних диференціальних рівнянь Інституту прикладної математики ім. І. Векуа Тбіліського державного університету; у 1973—2006 — професором кафедри диференціальних та інтегральних рівнянь Тбіліського державного університету; у 1989—2006 — директором Математичного інституту ім. А. Размадзе АН Грузії. З 2012 до 2016 був членом парламенту Грузії VIII скликання (обраний за партійним списком виборчого блоку Бідзіна Іванішвілі «Грузинська мрія») та головою комітету освіти, науки та культури. З 2001 року — завідувач відділу диференціальних рівнянь Математичного інституту ім. А. Размадзе (від 2011 року інститут входить до складу Тбіліського державного університету ім. І. Джавахішвілі). У 1979 обраний членом-кореспондентом, а у 1993 — академіком АН Грузії. У 1995—1996 роках обіймав посаду голови Центральної виборчої комісії Грузії.

## Наукові здобутки
Побудував теорію крайових задач для звичайних диференціальних рівнянь і систем з неінтегрованими сингулярностями. Побудував теорію осциляції розв'язків диференціальних рівнянь типу Емдена-Фаулера. Розробив нові методи дослідження асимптотичних властивостей нелінійних неавтономних диференціальних рівнянь.
Автор 205 наукових робіт. h-index — 31.

## Педагогічна діяльність
Основні прочитані курси:
- «Диференціальні рівняння» (основний курс на механіко-математичному факультеті Тбіліського державного університету, 1966—2002 рр.);
- «Сингулярні крайові задачі»;
- «Питання якісної теорії неавтономних диференціальних рівнянь» (спеціальні курси на механіко-математичному факультеті Тбіліського державного університету, 1980—1989 рр.).

Підготував 23 кандидатів фізико-математичних наук, з них 3 стали докторами фізико-математичних наук.

## Громадська та видавнича діяльність
Член редакційних колегій журналів: «Дифференциальные уравнения» (1976—1993); «Archivum Mathematicum» (Брно, 1993—2002); «Fasciculi Mathematici» (з 1994); «Functional Differential Equations» (1994—2019). Головний редактор «Georgian Mathematical Journal» (з 1994); головний редактор «Memoirs on Differential Equations and Mathematical Physics» (з 1994); асоційований редактор електронного журналу «Qualitative Theory of Differential Equations» (1998—2016); член редколегії «Nonlinear Oscillations» (з 2004); член редколегії «Researches of Mathematics and Mechanics»
(з 2008).
Член ради учених INTAS — 1999—2002; член Міжнародної дорадчої ради Математичного інституту Академії наук Чеської республіки (2004—2015).
Голова дисертаційної ради Математичного інституту ім. А. Рамадзе АН Грузії (1989—2006). Член організаційного/програмного комітету низки міжнародних наукових форумів з диференціальних рівнянь.

## Нагороди та відзнаки
- Премія імені А. Рамадзе НАН Грузії, 1976;
- срібна медаль університету Пуркіне (Брно), 1978;
- медаль І. Явакішвілі Тбіліського державного університету, 1987;
- золота медаль факультету природничих наук університету Пуркіне (Брно), 1988;
- медаль Союзу чехословацьких математиків та фізиків, 1990;
- «Орден Пошани» Грузії, 1997;
- Почесна медаль Б. Больцано АН Чеської республіки, 2006.
- Почесний доктор Київського національного університету ім. Тараса Шевченка — 2016;
- почесний доктор Одеського національного університету ім. І. Мечнікова — 2017.